# Jenny Agutter
Jennifer Ann "Jenny" Agutter, född 20 december 1952 i Taunton, Somerset, är en brittisk skådespelare. Agutter har bland annat medverkat i filmer som Tågräddarna (1970), Walkabout (1971) och TV-filmen The Snow Goose (1971), för vilken hon erhöll en Emmy Award. Hon var från 1974 verksam i USA och medverkade då bland annat i Flykten från framtiden (1976), En amerikansk varulv i London (1981) och Den onda dockan 2 (1990). 
Parallellt fortsatte Agutter att medverka i brittiska filmer, däribland Örnen har landat (1976) och Equus (1977). Efter att hon flyttat tillbaka till Storbritannien under det tidiga 1990-talet satsade Jenny Agutter alltmer på TV och sedan 2012 spelar hon en huvudroll i BBC-serien Barnmorskan i East End. Agutter har också återvänt till att medverka i Hollywood-filmer, däribland Marvels The Avengers (2012) och Captain America: The Winter Soldier (2014).

## Filmografi i urval
- 1968 – The Railway Children (TV-serie)
- 1968 – Equus
- 1970 – Tågräddarna
- 1970 – The Great Inimitable Mr. Dickens (TV-serie)
- 1971 – The Snow Goose (TV-serie)
- 1971 – Walkabout – mannaprovet
- 1976 – Flykten från framtiden
- 1976 – Örnen har landat
- 1977 – Mannen med järnmasken
- 1977 – The Six Million Dollar Man (TV-serie)
- 1981 – En amerikansk varulv i London
- 1981 – Amy
- 1986 – Mord och inga visor (TV-serie)
- 1990 – King of the Wind
- 1990 – Den onda dockan 2
- 1993 – Red Dwarf (TV-serie)
- 1995 – Lycksökerskorna (TV-serie)
- 2002 – Spooks (TV-serie)
- 2004 – Agatha Christie's Marple (TV-serie)
- 2010 – Morden i Midsomer (TV-serie)
- 2012 – The Avengers
- 2012–2021 – Barnmorskan i East End (TV-serie)
- 2014 – Captain America: The Winter Soldier
- 2015 – Queen of the Desert

## Referenslista